# 1817
Il 1817 (MDCCCXVII in numeri romani) è un anno  del XIX secolo.

## Eventi
- Il compositore polacco Fryderyk Chopin debutta come compositore all'età di sette anni con la Polacca in Sol minore.
- Johann Wolfgang von Goethe pubblica il secondo volume di Viaggio in Italia.

### Gennaio
- 1º gennaio
  - Navigando dalle isole Sandwich, Otto von Kotzebue scopre l'isola di Capodanno
  - Il re birmano Bagyidaw invase l’Assam, situata ad ovest del regno. Nella tradizione della dinastia sovrana Konbaung, egli tentò di ristabilire l'unità del regno. Dopo la battaglia di Ghiladhari (27 marzo) ritirò le sue forze in aprile dopo aver ricevuto un risarcimento sostanziale.
- 3 gennaio – Battaglia del fiume Arapey (attuale Uruguay), nel quadro dell'invasione Luso-brasiliana del 1816. 600 soldati portoghesi e brasiliani (guidati da José de Abreu) attaccarono di sorpresa il campo di José Gervasio Artigas (leader della Lega federale) e costrinsero i suoi soldati a ritirarsi precipitosamente, con pesanti perdite in uomini e tutti i loro cavalli.
- 4 gennaio – Battaglia del Catalán: Presso il fiume Catalana (attuale Uruguay), nel quadro dell'invasione Luso-brasiliano delle Province Unite del Río de la Plata (Argentina oggi, Bolivia e Uruguay), la coalizione luso-brasiliana sconfisse le forze del generale José Gervasio Artigas.
- 9 gennaio – In Argentina, il primo contingente dell’Esercito Liberatore del Cile (comandato dal colonnello Juan Manuel Cabot) lascia la città di Mendoza verso le Ande, per attraversare per la provincia di Coquimbo, Cile
- 15 gennaio – Apertura della nona legislatura del Basso Canada.
- 16 gennaio – Nella provincia di Holguín (Cuba) si fonda il villaggio di Gibara.
- 17 gennaio
  - Il Politecnico fu ricreato da Luigi XVIII sotto il nome di Reale Istituto.
  - A Lerida (nell'attuale Colombia) fu fucilata la cittadina spagnola Anselma Leyton (23 anni) per la sua partecipazione alle lotte per l'indipendenza.
  - In provincia di Mendoza (Argentina), 4000 soldati del generale José de San Martin iniziano la traversata delle Ande per liberare il Cile dal dominio spagnolo.
- 18 gennaio – Manuel Piar è sconfitto nella battaglia di Angostura. Lo scontro avviene rappresenta il primo tentativo da parte dei patrioti venezuelani di prendere la città di Angostura sull’Orinoco e la prima battaglia della campagna di Guiana del 1817. Gli spagnoli avevano fatto una importante fortificazione funziona a Angostura dove avevano costruito i due forti importanti di San Rafael, a nord, e a sud la roccaforte di San Fernando, inoltre la città era circondata da un parapetto e un pozzo d'acqua, e vi erano circa 30 cannoni. Piar ordina un assalto alla città, che ha avuto luogo nel barrio del cane secco, ma viene respinto. La Battaglia di Angostura dimostrò a Piar che se voleva liberare la Guyana avrebbe avuto bisogno della collaborazione dello Squadron Luis Brión, sotto Bolivar; quindi cominciò a cercare l'intervento del Libertador, che era in una campagna in Provincia di Barcellona.
- 19 gennaio – Con decreto dello Zar Alessandro I, viene fondata la Società Mineralogica Russa.
- 20 gennaio – Ram Mohan Roy e David Hare fondano l'Hindu College a Calcutta, che offre istruzione in lingue e culture Occidentali.
- 25 gennaio – Il quotidiano liberale scozzese The Scotsman è pubblicato per la prima volta.
- 28 gennaio – Attentato contro il principe reggente (futuro Re Giorgio IV reggente per conto del Re Giorgio III, inabile perché gravemente malato) nel Regno Unito, in occasione dell'apertura del Parlamento.

### Febbraio
- 1º febbraio – Francia
  - Primo corso pubblico delle scuole fisiche e meccaniche da Charles Delezenne alla scuola accademica, in Via delle arti a Lilla, con un approccio precoce per l'applicazione della scienza alle arti industriali;
  - Nuova legge elettorale censitaria (riservata a persone che pagano una certa quota di imposte); meno di 90 000 francesi possono votare.
- 2 febbraio – Canada
  - Il villaggio di New Maryland, viene fondato dai lealisti.
  - Thomas Carleton è il primo vice-governatore del New Brunswick a morire nelle sue funzioni.
- 4 febbraio – Canada: Inizio della sesta legislatura del New Brunswick.
- 11 febbraio – Libia: Partenza da Tripoli di Paolo Della Cella. Accompagna una spedizione militare in Cirenaica guidato da Ahmed Bey, il figlio del pasha Yusuf Karamanli di Tripoli. È in Derna il 21 giugno. Della Cella raccoglie osservazioni sul carattere e costumi degli abitanti del paese.
- 12 febbraio – Cile: Ai piedi del versante cileno delle Ande, truppe di patrioti cileni e argentini, comandate dal generale José de San Martín, sconfiggono gli spagnoli nella battaglia di Chacabuco.

Dopo la battaglia di Rancagua, che causa la fine della Patria Vieja, esiliati cileni si trasferiscono a Cuyo, dove vengono posti sotto il comando del generale José de San Martin, governatore della provincia. Egli aveva messo a punto un piano per sconfiggere il realisti, che avevano attaccato il Vicereame del Perù via mare dal Cile. L'occupazione realista del Cile lo costringe a liberare per primo proprio questo Paese. I patrioti cileni Bernardo O'Higgins e Ramon Freire organizzano una brigata chiamata Esercito delle Ande. A San Martín vengono liberati gli schiavi neri a condizione che si arruolino nelle truppe, e molti si uniscono ai patrioti cileni al seguito di O'Higgins (poiché non vi era allora un adeguato esercito realista del governatorato cileno, pur tuttavia diventando parte integrante dell'esercito liberatore) e anche ai soldati di carriera che erano disposti a passare sotto le bandiere dei liberatori. Tra militari cileni e argentini, si contano all’incirca 4.000 uomini armati e disciplinati. Dopo aver attraversato le Ande, le forze patriottiche guidate da San Martin marciano verso il lato occidentale del massiccio, portando pezzi di artiglieria, cibo e vestiti. A causa delle diserzioni nei reparti realisti (stimate nel mese di aprile 1817 a 4317 uomini), per Francisco Casimiro Marco del Pont, governatore realista del Cile, diviene molto difficile raccogliere un esercito, tanto che alla fine rimangono circa 1500 uomini. Il morale di questi non era fra i migliori, perché erano malpagati e non gli furono riconosciuti i loro gradi guadagnati nella campagna per riconquistare il comando di Mariano Osorio.
- 16 febbraio – Cile: A Santiago del Cile, Bernardo O'Higgins è proclamato Supremo Direttore della Nazione.
- 26 febbraio – Cile: Esce "La Gaceta", la prima pubblicazione nazionale dopo l'indipendenza.

### Marzo
- 3 marzo
  - Stati Uniti – Il Presidente degli Stati Uniti James Madison vota il Bonus Bill di John C. Calhoun.
  - Stati Uniti – Il Congresso degli Stati Uniti d'America approva una legge per dividere il Territorio del Mississippi; successivamente il Mississippi redige una sua Costituzione. La separazione del Territorio dell'Alabama diviene efficace nel mese di agosto.
  - Mauritania – Per aver abbandonato la sua fregata La Méduse, i suoi passeggeri e il suo equipaggio, il maggiore Hugh Duroy de Chaumareys viene condannato a tre anni di carcere.
- 4 marzo
  - Stati Uniti: James Monroe presta giuramento come quinto presidente degli Stati Uniti.
  - Regno Unito: L'Habeas corpus viene sospeso fino al 1820.
- 6 marzo – Brasile: Inizio della rivoluzione Pernambucana a Recife, nell'allora Regno Unito di Portogallo, Brasile e Algarve guidata da Domingos José Martins, un commerciante liberale addestrato nel Regno Unito, legato agli ufficiali pernambucani. Un incidente - un portoghese è colpito da un soldato brasiliano – innesca la rivoluzione. Viene istituito un governo provvisorio guidato da João Ribeiro, sacerdote, assistito da Domingos Martins. Egli riduce le tasse e aumenta la retribuzione delle truppe. Pubblica un manifesto, il Preciso. Il movimento cerca di diffondersi in tutto il nord, ma il re invia contro di questi l'Esercito e uno squadrone della Marina. La repressione è feroce, terminata solo grazie a un'amnistia reale nel 6 febbraio 1818.
- 8 marzo – Stati Uniti: Creazione della Borsa di New York sotto il nome di New York Stock & Exchange Board.
- 10 marzo – Regno Unito: I Blanketeers di Lancashire, una fascia di disoccupati dell'industria tessile, organizzano una marcia a Londra.
- 19 marzo – Francia: Assassinio dell'ex procuratore imperiale Antoine Bernardin Fualdès, il cui corpo si trova a galleggiare nell'Aveyron, punto di partenza del famoso Affaire Fualdès, che ha avuto un enorme impatto in tutta la Francia e l'Europa.
- 21 marzo
  - Brasile: La bandiera della rivolta Pernambucana è benedetta pubblicamente dal decano della cattedrale di Recife, in Brasile.
  - Slovenia: Grande carestia in primavera.

### Aprile
- 3 aprile – La sedicente 'Principessa Caraboo' (al secolo Mary Baker, una nota truffatrice inglese), compare in Almondsbury nel Gloucestershire, in Inghilterra.
- 11 aprile – Nel quadro della Campagna di Guayana, Manuel Piar sconfigge i realisti spagnoli nella battaglia di San Felix.

### Ottobre
- 18 ottobre – In Portogallo sono giustiziati il generale Gomes Freire de Andrade, gran maestro della massoneria portoghese e altri congiurati, condannati per alto tradimento.

### Dicembre
- 27 dicembre – L'opera Adelaide di Borgogna di Gioachino Rossini debutta al Teatro Argentina di Roma.

## Nati
Ci sono circa 360 voci su persone nate nel 1817; vedi la pagina Nati nel 1817 per un elenco descrittivo o la categoria Nati nel 1817 per un indice alfabetico.

## Morti

### Gennaio
- 1º gennaio - Martin Heinrich Klaproth, chimico tedesco (n. 1743)
- 10 gennaio - Lorenzo Caleppi, cardinale e diplomatico italiano (n. 1741)
- 11 gennaio - Margherita Dalmet, italiana (n. 1739)
- 11 gennaio - Félix Lecomte, scultore francese (n. 1737)
- 12 gennaio - Juan Andrés, umanista, critico letterario e bibliotecario spagnolo (n. 1740)
- 12 gennaio - Gaetano Gaspare Uttini, medico italiano (n. 1737)
- 13 gennaio - Giuseppe Maria Bressa, vescovo cattolico italiano (n. 1742)
- 14 gennaio - Pierre-Alexandre Monsigny, compositore francese (n. 1729)
- 19 gennaio - Carlo Francesco Albani, III principe di Soriano nel Cimino, nobile italiano (n. 1749)
- 23 gennaio - Antoine Brice, pittore francese (n. 1752)
- 28 gennaio - Friedrich Ludwig Æmilius Kunzen, compositore e direttore d'orchestra tedesco (n. 1761)
- 29 gennaio - Enrico XIII di Reuss-Greiz, principe (n. 1747)
- 29 gennaio - George Spencer, IV duca di Marlborough, nobile, politico e militare inglese (n. 1739)
- 29 gennaio - Franz de Paula Triesnecker, astronomo austriaco (n. 1745)

### Febbraio
- 2 febbraio - Girolamo Baruffaldi, gesuita e letterato italiano (n. 1740)
- 8 febbraio - Francis Horner, politico britannico (n. 1778)
- 8 febbraio - Papa Ciro, presbitero e brigante italiano (n. 1775)
- 10 febbraio - Karl Theodor von Dalberg, arcivescovo cattolico tedesco (n. 1744)
- 10 febbraio - Justus Heinrich Wigand, ginecologo tedesco (n. 1769)
- 13 febbraio - Aleksej Ivanovič Musin-Puškin, storico russo (n. 1744)
- 14 febbraio - John Abercromby, politico e militare britannico (n. 1772)
- 14 febbraio - Giovanni Perego, pittore, scenografo e architetto italiano (n. 1776)
- 16 febbraio - Gaetano Maria Garrasi, religioso e arcivescovo cattolico italiano (n. 1727)
- 24 febbraio - Pietro Miliani, imprenditore italiano (n. 1744)
- 28 febbraio - Pietro Carlo Guglielmi, compositore italiano (n. 1772)

### Marzo
- 1º marzo - Luigi Gatti, compositore italiano (n. 1740)
- 2 marzo - Giacomo Quarenghi, architetto e pittore italiano (n. 1744)
- 3 marzo - Alessandro Strozzi, militare italiano (n. 1758)
- 5 marzo - Jean Joseph Guieu, generale francese (n. 1758)
- 8 marzo - Anna Maria Lenngren, poetessa svedese (n. 1754)
- 18 marzo - Charles Combe, medico e numismatico britannico (n. 1743)
- 19 marzo - Alfonso Airoldi, arcivescovo cattolico italiano (n. 1729)
- 25 marzo - Francesco Amoretti, incisore italiano (n. 1747)
- 26 marzo - Filippo Re, botanico e agronomo italiano (n. 1763)
- 29 marzo - Hugo Damian Erwein von Schönborn-Wiesentheid, nobile e politico tedesco (n. 1738)

### Aprile
- 1º aprile - Ludwig von Flüe, mercenario svizzero (n. 1752)
- 4 aprile - Andrea Massena, generale francese (n. 1758)
- 6 aprile - Bonaventura Furlanetto, compositore italiano (n. 1738)
- 12 aprile - Charles Messier, astronomo francese (n. 1730)
- 19 aprile - Giovanni Motta, pittore italiano (n. 1753)
- 20 aprile - Louis Bernard Coclers, pittore, incisore e illustratore fiammingo (n. 1741)
- 20 aprile - Usman dan Fodio, religioso, scrittore e filosofo nigeriano (n. 1754)
- 20 aprile - Antonio Pasquale di Borbone-Spagna, nobile spagnolo (n. 1755)
- 22 aprile - Francesco Carboni, linguista, traduttore e scrittore italiano (n. 1746)
- 25 aprile - Joseph von Sonnenfels, romanziere e giurista austriaco (n. 1732)
- 29 aprile - Saverio Granata, vescovo cattolico italiano (n. 1741)
- 30 aprile - Romoaldo Braschi-Onesti, cardinale italiano (n. 1753)

### Maggio
- 6 maggio - Felice Campi, pittore italiano (n. 1746)
- 10 maggio - Jean-Siffrein Maury, cardinale e arcivescovo cattolico francese (n. 1746)
- 11 maggio - Angelo Mazza, poeta e letterato italiano (n. 1741)
- 15 maggio - Wazir Ali Khan, indiano (n. 1780)
- 21 maggio - Johan Christopher Toll, militare e diplomatico svedese (n. 1743)
- 23 maggio - Enrichetta Carlotta di Württemberg, principessa (n. 1767)
- 24 maggio - Juan Meléndez Valdés, poeta spagnolo (n. 1754)
- 28 maggio - Louis-Mayeul Chaudon, monaco cristiano francese (n. 1737)
- 28 maggio - Luisa di Waldeck e Pyrmont, principessa tedesca (n. 1751)
- 30 maggio - Tristram Dalton, politico statunitense (n. 1738)

### Giugno
- 2 giugno - Clotilde Tambroni, filologa, linguista e poetessa italiana (n. 1758)
- 8 giugno - Théroigne de Méricourt, politica e rivoluzionaria belga (n. 1762)
- 18 giugno - Leonard Neale, arcivescovo cattolico statunitense (n. 1746)
- 20 giugno - Marie-Gabriel-Florent-Auguste de Choiseul-Gouffier, diplomatico e scrittore francese (n. 1752)
- 22 giugno - Pavel Aleksandrovič Stroganov, nobile e ufficiale russo (n. 1772)
- 24 giugno - Pietro Nizzati di Boyon, avvocato italiano (n. 1739)
- 30 giugno - Abraham Gottlob Werner, geologo e mineralogista tedesco (n. 1749)

### Luglio
- 8 luglio - George Ponsonby, avvocato e politico britannico (n. 1755)
- 9 luglio - Jean-Antoine-Théodore Giroust, pittore francese (n. 1753)
- 10 luglio - Hugh Percy, II duca di Northumberland, generale britannico (n. 1742)
- 11 luglio - William Gregor, presbitero e mineralogista britannico (n. 1761)
- 14 luglio - Madame de Staël, scrittrice e socialite francese (n. 1766)
- 15 luglio - Susannah Darwin, nobildonna inglese (n. 1765)
- 18 luglio - Jane Austen, scrittrice britannica (n. 1775)
- 20 luglio - Antonio Francesco Frisi, scrittore e storico italiano (n. 1733)
- 20 luglio - Jean-Baptiste-Antoine Suard, giornalista francese (n. 1732)
- 26 luglio - Karađorđe Petrović, militare serbo (n. 1762)

### Agosto
- 7 agosto - Pierre Samuel Dupont de Nemours, economista e scrittore francese (n. 1739)
- 9 agosto - Leopoldo III di Anhalt-Dessau, principe e duca (n. 1740)
- 9 agosto - Guglielmina Federica di Württemberg, duca (n. 1764)
- 10 agosto - Francis Cabot Lowell, imprenditore statunitense (n. 1775)
- 14 agosto - Jean-François Demandolx, vescovo cattolico francese (n. 1744)
- 15 agosto - Mattia Butturini, letterato, latinista e grecista italiano (n. 1752)
- 15 agosto - Peter Early, politico statunitense (n. 1773)
- 20 agosto - Luigi di Bentheim e Steinfurt, principe tedesco (n. 1756)
- 22 agosto - Nakşidil Sultan, georgiana
- 24 agosto - Nancy Storace, soprano britannico (n. 1765)
- 26 agosto - Joseph Anton Vogel, storico e letterato francese (n. 1756)
- 28 agosto - Giuseppe Manetti, architetto e botanico italiano (n. 1761)
- 30 agosto - Léon Matthieu Cochereau, pittore francese (n. 1793)
- 31 agosto - John Thomas Duckworth, ammiraglio britannico (n. 1748)

### Settembre
- 3 settembre - Jonathan Elmer, politico statunitense (n. 1745)
- 4 settembre - Antonio Sandi, incisore italiano (n. 1733)
- 8 settembre - Charles Abbot, entomologo e botanico britannico (n. 1761)
- 10 settembre - Andrea Vici, architetto italiano (n. 1743)
- 14 settembre - Erminia di Anhalt-Bernburg-Schaumburg-Hoym, nobile (n. 1797)
- 20 settembre - Ludovico di Württemberg, generale (n. 1756)
- 21 settembre - Jules de Polignac, I duca di Polignac, nobile e militare francese (n. 1746)
- 22 settembre - Louis Genty, teologo e religioso francese (n. 1743)
- 28 settembre - Pieter van Braam, poeta olandese (n. 1740)

### Ottobre
- 2 ottobre - Fëdor Fëdorovič Ušakov, ammiraglio russo (n. 1744)
- 4 ottobre - Pëtr Alekseevič Skokov, compositore russo (n. 1758)
- 9 ottobre - Bernardino Marin, vescovo cattolico italiano (n. 1739)
- 12 ottobre - Johann Franz Xaver Sterkel, compositore e pianista tedesco (n. 1750)
- 13 ottobre - Ekaterina Petrovna Šuvalova, nobildonna russa (n. 1743)
- 14 ottobre - Vitangelo Bisceglia, botanico e agronomo italiano (n. 1749)
- 15 ottobre - Johann Ludwig Burckhardt, esploratore svizzero (n. 1784)
- 15 ottobre - Tadeusz Kościuszko, generale e ingegnere polacco (n. 1746)
- 16 ottobre - Manuel Piar, generale venezuelano (n. 1774)
- 18 ottobre - Étienne Nicolas Méhul, compositore francese (n. 1763)
- 18 ottobre - Giuseppe Zanoia, architetto e poeta italiano (n. 1752)
- 19 ottobre - John Milton, politico, rivoluzionario e militare statunitense
- 23 ottobre - Francesco Saverio Fabri, architetto italiano (n. 1761)
- 23 ottobre - Antonio Lante Montefeltro della Rovere, cardinale italiano (n. 1737)
- 25 ottobre - Cristiano del Palatinato-Zweibrücken, nobile e generale tedesco (n. 1752)
- 26 ottobre - Nikolaus Joseph von Jacquin, medico, chimico e botanico olandese (n. 1727)
- 27 ottobre - Gaetano de Lucretiis, scienziato italiano (n. 1745)
- 28 ottobre - Jacopo Durandi, giurista, drammaturgo e storico italiano (n. 1739)
- 31 ottobre - Antonio Bresciani, pittore e incisore italiano (n. 1720)

### Novembre
- 1º novembre - François Marie d'Aboville, generale e nobile francese (n. 1730)
- 5 novembre - Carl Haller von Hallerstein, architetto, archeologo e storico dell'arte tedesco (n. 1774)
- 6 novembre - Carlotta Augusta di Hannover, principessa britannica (n. 1796)
- 7 novembre - Francesco Pasquale Ricci, presbitero, compositore e violinista italiano (n. 1732)
- 8 novembre - Andrea Appiani, pittore italiano (n. 1754)
- 11 novembre - Francisco Javier Mina, avvocato e militare spagnolo (n. 1789)
- 14 novembre - Policarpa Salavarrieta, agente segreto colombiana (n. 1795)
- 16 novembre - William Shepard, generale e politico statunitense (n. 1737)
- 18 novembre - Alois Ugarte, politico e nobile boemo (n. 1749)
- 23 novembre - Giuseppe Cellini, guerrigliero italiano (n. 1770)
- 24 novembre - Vladimir Petrovič Dolgorukov, generale e nobile russo (n. 1773)
- 26 novembre - Pierre-Antoine Antonelle, politico francese (n. 1747)

### Dicembre
- 3 dicembre - August Eberhard Müller, compositore e organista tedesco (n. 1767)
- 6 dicembre - Enrico Barelli, presbitero, letterato e poeta italiano (n. 1724)
- 6 dicembre - William Bligh, ufficiale britannico (n. 1754)
- 8 dicembre - Carlo Labruzzi, pittore, disegnatore e incisore italiano (n. 1748)
- 11 dicembre - Max von Schenkendorf, poeta tedesco (n. 1783)
- 11 dicembre - Maria Walewska, nobile polacca (n. 1786)
- 12 dicembre - Domenico Pizzamano, politico e ammiraglio italiano (n. 1748)
- 13 dicembre - Pál Kitaibel, botanico, chimico e medico ungherese (n. 1757)
- 14 dicembre - Sigismondo Antonio Manci, nobile e presbitero italiano (n. 1734)
- 15 dicembre - Federigo Zuccari, astronomo italiano (n. 1783)
- 16 dicembre - Pattimura, militare e rivoluzionario indonesiano (n. 1783)
- 17 dicembre - Giovanni Battista Guglielmini, fisico e religioso italiano (n. 1760)
- 18 dicembre - Gregor von Zirkel, vescovo cattolico tedesco (n. 1762)
- 22 dicembre - Sofia Carolina Maria di Brunswick-Wolfenbüttel, principessa (n. 1737)
- 27 dicembre - Jean Baptiste Camille Canclaux, generale francese (n. 1740)
- 27 dicembre - Richard Onslow, I baronetto, ammiraglio britannico (n. 1741)
- 29 dicembre - Sebastiano Ayala, presbitero, scrittore e politico italiano (n. 1744)

### Senza giorno specificato
- Ibrahim Bey, militare ottomano (n. 1735)
- Giovanni Bigatti, incisore e pittore italiano (n. 1774)
- Giacomo Agostino Brusco, ingegnere e cartografo italiano (n. 1739)
- Antonio Carpaccio, storico italiano (n. 1743)
- Pierre Chaux, politico francese (n. 1755)
- Giuseppe De Conti, storico e scrittore italiano (n. 1743)
- Charles François Delamarche, geografo e cartografo francese (n. 1740)
- Jean-André Deluc, naturalista svizzero (n. 1727)
- Dingiswayo, condottiero sudafricano (n. 1780)
- Donnino Ferrari, architetto italiano (n. 1739)
- Maddalena Gallina, attrice teatrale italiana (n. 1770)
- Giacomo Gatti, pittore italiano
- Filippo Grimaldi del Poggetto, nobile italiano (n. 1767)
- Wilhelm Heinsius, editore tedesco (n. 1768)
- Francesco Antonio Lapegna, pittore italiano (n. 1769)
- Felice Lattuada, presbitero, politico e scrittore italiano (n. 1750)
- Pierre Adrien Le Beau, incisore francese
- Józef Lubomirski, nobile e generale polacco (n. 1751)
- Pietro Maggi, architetto svizzero (n. 1756)
- Benoît-Joseph Marsollier, drammaturgo, librettista e speleologo francese (n. 1750)
- Flaminio Innocenzo Minozzi, pittore e progettista italiano (n. 1735)
- John Palmer, architetto britannico (n. 1738)
- Gregorio Petondi, architetto svizzero (n. 1732)
- Giovanni Quaglia, generale italiano (n. 1754)
- Antonio Scoppa, scrittore italiano (n. 1763)
- Alessandro Valperga di Maglione, politico italiano
- Mariano Luis de Urquijo, politico, diplomatico e letterato spagnolo (n. 1769)
- Federico Augusto Alessandro di Beaufort-Spontin, nobile belga (n. 1751)

## Calendario
| Calendario 1817 | Calendario 1817 | Calendario 1817 | Calendario 1817 | Calendario 1817 | Calendario 1817 | Calendario 1817 | Calendario 1817 | Calendario 1817 | Calendario 1817 | Calendario 1817 | Calendario 1817 | Calendario 1817 | Calendario 1817 | Calendario 1817 | Calendario 1817 | Calendario 1817 | Calendario 1817 | Calendario 1817 | Calendario 1817 | Calendario 1817 | Calendario 1817 | Calendario 1817 | Calendario 1817 | Calendario 1817 | Calendario 1817 | Calendario 1817 | Calendario 1817 | Calendario 1817 | Calendario 1817 | Calendario 1817 | Calendario 1817 | Calendario 1817 |
| --------------- | --------------- | --------------- | --------------- | --------------- | --------------- | --------------- | --------------- | --------------- | --------------- | --------------- | --------------- | --------------- | --------------- | --------------- | --------------- | --------------- | --------------- | --------------- | --------------- | --------------- | --------------- | --------------- | --------------- | --------------- | --------------- | --------------- | --------------- | --------------- | --------------- | --------------- | --------------- | --------------- |
|                 | 1               | 2               | 3               | 4               | 5               | 6               | 7               | 8               | 9               | 10              | 11              | 12              | 13              | 14              | 15              | 16              | 17              | 18              | 19              | 20              | 21              | 22              | 23              | 24              | 25              | 26              | 27              | 28              | 29              | 30              | 31              |                 |
| Gennaio         | Me              | Gi              | Ve              | Sa              | Do              | Lu              | Ma              | Me              | Gi              | Ve              | Sa              | Do              | Lu              | Ma              | Me              | Gi              | Ve              | Sa              | Do              | Lu              | Ma              | Me              | Gi              | Ve              | Sa              | Do              | Lu              | Ma              | Me              | Gi              | Ve              |                 |
| Febbraio        | Sa              | Do              | Lu              | Ma              | Me              | Gi              | Ve              | Sa              | Do              | Lu              | Ma              | Me              | Gi              | Ve              | Sa              | Do              | Lu              | Ma              | Me              | Gi              | Ve              | Sa              | Do              | Lu              | Ma              | Me              | Gi              | Ve              |                 |                 |                 |                 |
| Marzo           | Sa              | Do              | Lu              | Ma              | Me              | Gi              | Ve              | Sa              | Do              | Lu              | Ma              | Me              | Gi              | Ve              | Sa              | Do              | Lu              | Ma              | Me              | Gi              | Ve              | Sa              | Do              | Lu              | Ma              | Me              | Gi              | Ve              | Sa              | Do              | Lu              |                 |
| Aprile          | Ma              | Me              | Gi              | Ve              | Sa              | Do              | Lu              | Ma              | Me              | Gi              | Ve              | Sa              | Do              | Lu              | Ma              | Me              | Gi              | Ve              | Sa              | Do              | Lu              | Ma              | Me              | Gi              | Ve              | Sa              | Do              | Lu              | Ma              | Me              |                 |                 |
| Maggio          | Gi              | Ve              | Sa              | Do              | Lu              | Ma              | Me              | Gi              | Ve              | Sa              | Do              | Lu              | Ma              | Me              | Gi              | Ve              | Sa              | Do              | Lu              | Ma              | Me              | Gi              | Ve              | Sa              | Do              | Lu              | Ma              | Me              | Gi              | Ve              | Sa              |                 |
| Giugno          | Do              | Lu              | Ma              | Me              | Gi              | Ve              | Sa              | Do              | Lu              | Ma              | Me              | Gi              | Ve              | Sa              | Do              | Lu              | Ma              | Me              | Gi              | Ve              | Sa              | Do              | Lu              | Ma              | Me              | Gi              | Ve              | Sa              | Do              | Lu              |                 |                 |
| Luglio          | Ma              | Me              | Gi              | Ve              | Sa              | Do              | Lu              | Ma              | Me              | Gi              | Ve              | Sa              | Do              | Lu              | Ma              | Me              | Gi              | Ve              | Sa              | Do              | Lu              | Ma              | Me              | Gi              | Ve              | Sa              | Do              | Lu              | Ma              | Me              | Gi              |                 |
| Agosto          | Ve              | Sa              | Do              | Lu              | Ma              | Me              | Gi              | Ve              | Sa              | Do              | Lu              | Ma              | Me              | Gi              | Ve              | Sa              | Do              | Lu              | Ma              | Me              | Gi              | Ve              | Sa              | Do              | Lu              | Ma              | Me              | Gi              | Ve              | Sa              | Do              |                 |
| Settembre       | Lu              | Ma              | Me              | Gi              | Ve              | Sa              | Do              | Lu              | Ma              | Me              | Gi              | Ve              | Sa              | Do              | Lu              | Ma              | Me              | Gi              | Ve              | Sa              | Do              | Lu              | Ma              | Me              | Gi              | Ve              | Sa              | Do              | Lu              | Ma              |                 |                 |
| Ottobre         | Me              | Gi              | Ve              | Sa              | Do              | Lu              | Ma              | Me              | Gi              | Ve              | Sa              | Do              | Lu              | Ma              | Me              | Gi              | Ve              | Sa              | Do              | Lu              | Ma              | Me              | Gi              | Ve              | Sa              | Do              | Lu              | Ma              | Me              | Gi              | Ve              |                 |
| Novembre        | Sa              | Do              | Lu              | Ma              | Me              | Gi              | Ve              | Sa              | Do              | Lu              | Ma              | Me              | Gi              | Ve              | Sa              | Do              | Lu              | Ma              | Me              | Gi              | Ve              | Sa              | Do              | Lu              | Ma              | Me              | Gi              | Ve              | Sa              | Do              |                 |                 |
| Dicembre        | Lu              | Ma              | Me              | Gi              | Ve              | Sa              | Do              | Lu              | Ma              | Me              | Gi              | Ve              | Sa              | Do              | Lu              | Ma              | Me              | Gi              | Ve              | Sa              | Do              | Lu              | Ma              | Me              | Gi              | Ve              | Sa              | Do              | Lu              | Ma              | Me              |                 |